# Northchapel
Northchapel – wieś w Anglii, w hrabstwie West Sussex, w dystrykcie Chichester. Leży 27 km na północ od miasta Chichester i 62 km na południowy zachód od Londynu. W 2001 miejscowość liczyła 813 mieszkańców.